# Batalha de Yanling
A Batalha de Yanling (鄢陵之戰) foi travada entre Chu e Jin, na antiga China, durante o Período do Outono-Verão Chinês. O exército Chu foi destruído pelo exército Jin pelos flancos, sabendo que as tropas Chu mais fortes estavam no centro. A cavalaria entrou pelo flanco direito, esmagando a infantaria ligeira. A cavalaria de Chu, quando se virou contra a de Jin, foi abatida pelos hábeis arqueiros de Jin. No meio da floresta de Bambu, o exército Chu dispersou-se e caiu no terreno preparado por Jin. Lanças, redes e setas esperavam as tropas fugitivas de Chu. A infantaria pesada de Chu ficou sem moral e tentou fugir para uma ribeira, onde estaria abrigada por rochas. O Rei Gong já esperava esta reação e quando a infantaria pesada de Chu chegou a essa ribeira, foi esmagada por mercenários mongóis do Rei Gong. A vitória decisiva foi de Jin.
Esta batalha é muito estudada pelos militares pois a vantagem era de Chu (dois para um) mas o General Chu, o Duque Chu de Jin, não soube dirigir capazmente as tropas e foi apanhado e decapitado.